# Fulbourn
Fulbourn – miasto i civil parish w Anglii, w hrabstwie Cambridgeshire, w dystrykcie South Cambridgeshire. Leży 8 km na wschód od centrum miasta Cambridge i 79 km na północ od Londynu. W 2001 civil parish liczyło 4704 mieszkańców.